# Krakowski Festiwal Filmowy
Krakowski Festiwal Filmowy (KFF; dawniej: Ogólnopolski Festiwal Filmów Krótkometrażowych, a także Międzynarodowy Festiwal Filmów Krótkometrażowych) – festiwal filmowy poświęcony filmom krótkometrażowym i dokumentalnym oraz animowanym. Odbywa się na przełomie maja i czerwca w Krakowie, jest jednym z najważniejszych wydarzeń tego typu w Europie.
W ramach festiwalu odbywają się cztery konkursy: dokumentalny, krótkometrażowy, muzycznych dokumentów DocFilmMusic oraz polski. Obecnie do konkursów kwalifikowane są filmy o czasie trwania do 30 minut (konkurs krótkometrażowy oraz filmy fabularne i animowane w konkursie polskim) oraz powyżej 30 minut (konkurs dokumentalny, konkurs DocFilmMusic), dokumenty zgłaszane do konkursu polskiego mogą mieć dowolną długość
W ramach imprez festiwalowych organizowane są także liczne przeglądy i pokazy pozakonkursowe – retrospektywy uznanych twórców, projekcje szkół artystycznych, krótkie formy mistrzów kina, etiudy studenckie, bloki tematyczne i wiele innych.
Na festiwal składają się nie tylko pokazy filmowe, lecz także koncerty, warsztaty, debaty, konferencje oraz wystawy. Gale otwierające i kończące festiwal urozmaicone są zazwyczaj występami muzycznymi uznanych artystów.
Obecnym dyrektorem artystycznym KFF, odpowiadającym za selekcję filmów, jest Krzysztof Gierat.

## Historia
Pierwsza edycja festiwalu odbyła się w 1961 roku pod nazwą Ogólnopolski Festiwal Filmów Krótkometrażowych. Trzy lata później poszerzono go o konkurs międzynarodowy. Na początku lat 90., w związku z kryzysem polskiej produkcji filmowej, zaprzestano organizacji festiwalu ogólnopolskiego. Powrócono do niego w 1997 roku. Od 2001 roku festiwal nosi obecną nazwę.
Od 2006 roku festiwalowi towarzyszą Krakowskie Targi Filmowe (KFF Market) przeznaczone dla profesjonalistów z branży. Celem targów jest zaprezentowanie filmów dokumentalnych, animowanych i krótkometrażowych przedstawicielom europejskich festiwali, stacji telewizyjnych i firm dystrybucyjnych. Podczas targów setki filmów zostaje udostępnionych akredytowanym gościom na stanowiskach przeglądowych.

## Najważniejsze nagrody przyznawane na festiwalu
- Złoty Róg – dla reżysera najlepszego filmu w międzynarodowym konkursie dokumentalnym
- Srebrny Róg – dla reżysera najlepszego średniometrażowego filmu dokumentalnego i dla reżysera najlepszego pełnometrażowego filmu dokumentalnego
- Złoty Smok – dla reżysera najlepszego filmu w międzynarodowym konkursie krótkometrażowym
- Srebrny Smok – dla reżysera najlepszego filmu dokumentalnego, dla reżysera najlepszego filmu animowanego, dla reżysera najlepszego filmu fabularnego
- Złoty Lajkonik – dla reżysera najlepszego filmu w konkursie polskim
- Srebrny Lajkonik – dla reżysera najlepszego filmu dokumentalnego, dla reżysera najlepszego filmu animowanego, dla reżysera najlepszego krótkometrażowego filmu fabularnego
- Złoty Hejnał – dla reżysera najlepszego filmu w konkursie dokumentów muzycznych DocFilmMusic
- Smok Smoków – nagroda indywidualna za całokształt twórczości (przyznawana od 1998 roku)